# Верхневолжская низменность
Верхнево́лжская низменность — зандрово-аллювиальная низменность на Русской равнине, расположенная на севере Московской области, на юго-востоке Тверской области и на юго-западе Ярославской области. На северо-западе поднимается Валдайская возвышенность

## Рельеф
Абсолютные высоты — 115—160 м. Низменность включает в себя Шошинскую и Дубнинскую низины (высоты менее 120 м). Сложена мощными (до 100 м) водно-ледниковыми и озёрно-аллювиальными отложениями. Выходы ледниковых песков известны близ посёлков Вербилки и Торгошино. Расчленена слабо, выделяются лишь неглубокие впадины (часто заболоченные и заторфованные) и невысокие моренные холмы с пологими склонами (высоты 150—160 м). Эрозионные процессы в речных долинах выражены слабо. Южный склон низменности пологий, северный же, образованный древней долиной Волги, более крутой. Долине древней Волги частично соответствуют долины рек Дубны и Сестры в их среднем течении, а также долина Яхромы в нижнем течении. У юго-восточной окраины низменности, близ северного склона Клинско-Дмитровской гряды, прослеживается древняя долина стока.

## Гидрография
Реки Верхневолжской низменности — в основном извилистые, с изменчивым (как правило песчаным) руслом и медленным течением. Все они относятся к бассейну верхней Волги. Крупнейшие реки — Волга, Дубна, Яхрома, Истра, Сулать. В пределах низменности раскинулись обширные болота — Яхромские, Дубнинские, Ольховско-Батьковские. На низменности немало и озёр (крупнейшие — Заболотское, Батьковское, Большое и Малое Туголянские).

## Растительность
Низменность покрыта хвойными и хвойно-мелколиственными лесами, сильно заболочена.

## Физико-географические районы
В пределах Верхневолжской низменности выделяют три физико-географических района: Приволжскую плоскую низменность, Лотошинскую ступенчатую равнину и Яхромско-Дубнинскую древнюю ложбину стока ледниковых вод.
- Приволжская плоская низменность — сложена мощными водно-ледниковыми отложениями. Выделяются невысокие моренные холмы и гряды. Почвы в основном подзолистые и болотно-подзолистые. Покрыта сосново-еловыми лесами с примесью осины.
- Лотошинская ступенчатая равнина — сложена покровными суглинками. Почвы дёрно-подзолистые (степень оподзоленности средняя и слабая). В основном распахана, встречаются небольшие сосновые и мелколиственные рощи.
- Яхромско-Дубнинская ложбина — сильно заболоченная и закустаренная, с черноольшанниками. Почвы болотные[7].